# Tutu (Gott)
Tutu ist eine sehr alte sumerische Gottheit, die bereits im 4. Jahrtausend v. Chr. von den Sumerern verehrt wurde. In der sumerischen Königsliste regierte vor der Sintflut in Šuruppak der vergöttlichte Herrscher Ubar-Tutu für 18.600 Jahre.
Tutu war auch Stadtgott der Babylon zugehörigen Stadt Borsippa. Er wurde im Laufe der babylonischen Geschichte immer mehr mit dem Stadtgott Babylons, Marduk, gleichgesetzt und ging schließlich in diesem auf. Sein Tempel in Borsippa hieß Ezida. Anstelle von Tutu wurde Marduks Sohn Nabu neuer Stadtgott Borsippas. Als der Codex Hammurapi geschrieben wurde, war Tutu noch Stadtgott Borsippas und wurde im Codex erwähnt.